# Timecode
Timecode és una pel·lícula experimental estatunidenca de l'any 2000 escrita i dirigida per Mike Figgis i amb un repartiment coral, incloent Salma Hayek, Stellan Skarsgård, Jeanne Tripplehorn, Suzy Nakamura, Kyle MacLachlan, Saffron Burrows, Holly Hunter, Julian Sands, Xander Berkeley, Leslie Mann i Meva Maestro.
La pel·lícula està construïda amb quatre plans seqüència continus de 93 minuts de durada cadascun, mostrant-se de forma simultània en la pantalla a tot moment, ja que aquesta apareix dividida en quatre parts iguals. La pel·lícula descriu la interacció de diversos grups de persones a Los Angeles mentre estan preparant la producció d'una pel·lícula. Les peculiaritats del rodatge provoquen que gran part del diàleg entre els personatges sigui improvisat. A destacar la mescla de so de la pel·lícula, ja que està dissenyada de tal forma que l'àudio predominant a cada moment serà el que tingui més importància per a la història; d'aquesta forma, l'espectador només sent el so que prové d'una de les quatre accions simultànies que se li presenten.

## Inspiració
Encara que la idea de presentar una pel·lícula com diversos plànols continus simultanis dividint la pantalla en parts iguals pugui resultar innovadora, la veritat és que Timecode no és la primera obra cinematogràfica que utilitza aquest recurs. L'any 1976 el director polonès Zbigniew Rybczynski va rodar un curt de 10 minuts titulat Nowa książca en el qual s'explica una història dividint la pantalla en 9 seccions iguals, mostrant en cadascuna d'elles un plànol sense corts. El director Mike Figgis es va basar en l'estructura narrativa d'aquest curt per rodar Timecode.

## Repartiment (per ordre alfabètic)
- Xander Berkeley com Evan Wantz
- Golden Brooks com Onyx Richardson
- Saffron Burrows com Emma
- Viveka Davis com Victoria Cohen
- Richard Edson com Lester Moore
- Aimee Graham com Sikh
- Salma Hayek com Rose
- Glenne Headly com Dava Adair
- Andrew Heckler com a Actor
- Holly Hunter com Renee Fishbine
- Danny Huston com Randy
- Daphna Kastner com a Actriu
- Kyle MacLachlan com Bunny Drysdale
- Meva Maestro com Ana Pauls
- Leslie Mann com Cherine
- Suzy Nakamura com Connie Ling
- Alessandro Nivola com Joey Z
- Julian Sands com Quentin
- Stellan Skarsgård com Alex Green
- Jeanne Tripplehorn com Lauren
- Steven Weber com Darren